# Paul Edmund von Hahn
Paul Edmund Baron von Hahn (* 20. Junijul. / 2. Juli 1899greg. in Schloss Postenden bei Talsen, Kurland; † nach 1934) war ein deutschbaltischer Journalist und Schriftsteller.

## Leben und Wirken
Hahn stammte aus dem deutsch-baltischen Adelsgeschlecht Hahn und wuchs im Baltikum auf. Nach der russischen Revolution soll er nach Angaben von Oskar Maria Graf für die bolschewistische Regierung im Baltikum als Spion tätig gewesen sein. In den 1920er Jahren siedelte er in die Weimarer Republik über, wo er seinen Lebensunterhalt als freischaffender Journalist und Romanschriftsteller verdiente.
Laut den Unterlagen zu einer am 14. Januar 1931 von der Polizeidirektion München durchgeführten Aufenthaltsermittlung zu Hahn wurde damals von Italien ein Auslieferungsantrag gegen Hahn wegen des Vorwurf des Betruges gestellt. Zu dieser Zeit habe Haftbefehl der Staatsanwaltschaft beim Gericht in Triest vom 10. Mai 1928 zur Vollstreckung einer Strafe von 3 Jahren und 6 Monaten Zuchthaus wegen Betruges, zu dem dieses ihn verurteilt hatte.
Nachdem Hahn bereits einige Jahre lang Fortsetzungsromanen in Zeitungen veröffentlicht hatte, begann er in den frühen 1930er Jahren einige seiner Werke in Buchform neu herauszugeben.
Im März 1933, wenige Wochen nach der nationalsozialistischen Machtergreifung, wurde Hahn als Günstling von Heinrich Himmler zusammen mit Leo Hausleiter die kommissarische Leitung des Münchener Zeitungshauses Knorr & Hirth-Verlag übertragen. Hahn hatte vorher dafür gesorgt, dass der Chefredakteur der Münchner Neuesten Nachrichten, Stefan Lorant verhaftet wurde. Als Direktoren übernahmen sie damit de facto die Kontrolle über die Tageszeitung Münchener Neuesten Nachrichten (MNN) und einige andere Blätter, die das Haus herausgab. Heinrich Himmler konnte durch „seine“ Direktoren – die bereits vor 1933 als freie Redakteure Spitzeldienste für die NSDAP bei den Münchener Neuesten Nachrichten geleistet hatten – direkten Einfluss auf das Zeitungshaus gewinnen und auf diese Weise bereits im März/April erste Teile der bayerischen Presse erfolgreich im Sinne des Nationalsozialismus gleichschalten. Die Herausgeberschaft der MNN übernahm zu dieser Zeit Hahns Freund Alfred Rosenberg, ebenfalls ein Deutsch-Balte.
In den Wochen nach seinem Antritt als Direktor bei Knorr und Hirth durchkämmte Hahn die Redaktionen des MNN und der angegliederten Zeitungen Süddeutsche Sonntagspost und Münchener Telegramm Zeitung systematisch nach Regimegegnern und warf bei Massenentlassungen mehr als fünfzig Redakteure und Mitarbeiter, die nicht sein Wohlwollen besaßen, auf die Straße, so z. B. den Journalisten Erwein von Aretin. Hahn und Hausleiter erhielten zudem Blanko-Haftbefehle, die sie nur auszufüllen brauchten, um ihnen unliebsame Personen in Haft nehmen zu lassen.
Trotz ihrer Zusammenarbeit bei der Gleichschaltung der Zeitungen des Hauses Knorr und Hirth rivalisierten Hahn und Hausleiter untereinander und belauerten sich gegenseitig. So ließ Hausleiter, der fürchtete, dass Hahn die Absicht habe, ihn zu vergiften, einmal die Kantine der MNN von der Polizei untersuchen, nachdem ihm ein Kaffee serviert worden war, in dem er einen sonderbaren Geschmack festgestellt hatte.

### Festnahme und KZ-Haft
Im Mai 1933 geriet Hahn selbst aus nicht vollständig geklärten Gründen ins Visier der Politischen Polizei. Hausleiter versuchte zunächst, seinen Mitarbeiter, der auch über ihn belastende Dinge wusste, über die Grenze in die Schweiz in Sicherheit zu bringen. Als die beiden bei der Fahrt nach Lindau feststellten, dass ihnen ein anderer Wagen folgte, gaben sie den Versuch jedoch auf und kehrten nach München zurück.
Kurz darauf, am 12. Mai 1933, wurde Hahn von einem SA-Angehörigen im Vorzimmer von Heinrich Himmler in der Münchener Polizeidirektion verhaftet, als er gerade im Begriff war, den SS-Chef zu einer Besprechung aufzusuchen. Aretin vermutete später, dass Hausleiter die Verhaftung Hahns veranlasst hatte, um diesen zum Schweigen zu bringen, bevor er Himmler erreichte, nachdem das Unternehmen, ihn über die Grenze abzuschieben, gescheitert war.
Bei der Suche nach Motiven für die Verhaftung Hahns wurde in anderen Quellen der Verdacht geäußert, dass Hahn sich der Spionage gegen das NS-Regime schuldig gemacht habe. Oskar Maria Graf präsentierte abweichend hiervon in einem im Exil verfassten Aufsatz für die Weltbühne die Version, Hahns Festnahme erkläre sich durch seine angebliche, bereits längere Zeit zurückliegende Spionagetätigkeit für die Bolschewisten im Baltikum in der Zeit nach dem Ersten Weltkrieg, von der die Nationalsozialisten erst im Laufe des Jahres 1933 erfahren hätten. Er schrieb hierzu:
„Es stellte sich heraus, daß dieser baltische Baron außer einigen nebenher laufenden Hochstapeleien einst, unter der Regierung von der Goltz, im Baltikum für die russischen Bolschewiken spioniert hatte. Hahn wurde sofort verhaftet, in die Ettstraße [Münchener Polizeigefängnis] gebracht.
Wenn Grafs Version zutreffen sollte, hätte sich Hahn in diesem Falle in den Augen der Nationalsozialisten durch eine frühere Kooperation mit den Kommunisten irreversibel für alle Zeit schuldig gemacht, so dass eine Sanktionierung nach Auffassung der Nationalsozialisten auch nach all diesen Jahren noch gerechtfertigt gewesen sei.
Der Kriminalbeamte Joseph Schreieder, der Hahn im Sommer 1933 verhörte, berichtete in einer Aussage vom 11. Juni 1949, dass Hahn ihm damals erzählt habe, dass er mit Heydrich in Differenzen gelangt sei und dieser daraufhin seine (Hahns) Erzählungen über seine Bekannten und Reisen ins Ausland gezielt ausgewertet habe, um ihn der Spionage zu bezichtigen. Heydrich habe ihm Schreieder, stattdessen versichert, dass Hahn sich ihm im März 1933 als Mitarbeiter aufgedrängt habe und er überzeugt sei, dass dieser Spionage treiben würde.
Nach seiner Verhaftung wurde Hahn zunächst ins Gefängnis Stadelheim gebracht. Von dort wurde er später ins KZ Dachau verlegt, wo er im sogenannten Bunker des Lagers, zusammen mit einigen anderen „Sonderfällen“, getrennt von den übrigen Lagerinsassen in Isolationshaft gehalten wurde. Durch einen Erinnerungsbericht von Julius Zerfaß von 1936 ist bekannt, dass Hahn zusammen mit drei weiteren Isolationshäftlingen – den Kommunisten Stenzer und Fruth und dem ehemaligen Frontbann-Führer Paul Röhrbein – lediglich zu kurzen Spaziergängen unter SS-Bewachung hin und wieder aus dem Arrestbau ausgeführt worden:
„Stenzer und Fruth, Röhrbein und von Hahn, vier hochgewachsene Männer. Wenn sie
ausgeführt wurden, glich einer dem andern. Im dunklen Kranz ihrer Kerkerbärte blühte bleich die Blume des Todes.“

### Verschwinden und Tod
Seit dem Frühjahr 1934 gilt Edmund von Hahn als verschollen. Einige Quellen legen nahe, dass er in der KZ-Haft auf diskrete Weise getötet worden sei, ohne dass dies öffentlich bekannt wurde. So erklärte bereits im Jahr 1936 das von der antinazistischen deutschen Exilpresse veröffentlichte Buch Das deutsche Volk klagt an, Hahn wäre in Dachau „wegen Spionageverdachts ermordet“ worden.
Andere Quellen geben demgegenüber an, dass Hahn Anfang 1934 – mit der Auflage, sich täglich bei der Polizei einzufinden – aus der Haft in Dachau in die Freiheit entlassen worden und danach untergetaucht und eventuell ins Ausland entkommen sei: So machte beispielsweise das Gerücht die Runde, dass Hahns alter Rivale Hausleiter, der als Vorsitzender der bayerischen Schutzhaftkommission über Entlassungen mitzuentscheiden hatte, ihm nun in einem zweiten Anlauf doch noch zur Flucht über die Grenze nach Österreich verholfen habe. Dagegen spricht jedoch, dass Hahn nicht – wie nach einem geglückten Überschreiten der Grenze eigentlich zu erwarten (zumal bei einer Person, die ihr Geld mit Schreiben verdiente) – wieder in Erscheinung trat, sondern dauerhaft verschwunden blieb und selbst nach 1945 nicht wieder auftauchte.
Die Staatsanwaltschaft München entdeckte 1949 bei ihren Versuchen Hahns Schicksal zu klären einen Schriftwechsel des SD-Leitabschnitts München des Sicherheitsdienstes der SS mit der Kripostelle München vom Januar 1942: In diesem antwortete die Kripostelle auf die Anfrage des SD vom 14. Januar 1942, was ihr über den seit 1934 verschollenen Hahn bekannt sei, am 30. Januar 1942, dass Hahn am 21. November 1933 wegen des Verdachts landesverräterischer Bestrebungen in Dachau untergebracht worden sei und dass er am 26. März 1934 unter Auflage von Verpflichtungen aus dem Lager entlassen worden sei. Er sei den Auflagen nicht nachgekommen, so dass seinerzeit der Verdacht aufgekommen sei, dass er ins Ausland gegangen sei, um dort Gräuelnachrichten zu verbreiten. Es sei damals erneut Haftbefehl gegen ihn ergangen, Weiteres über seinen Verbleib sei aber nicht bekannt.
Der ehemalige Dachau-Häftling Zerfaß erklärte demgegenüber in seiner im Jahr 1936 in der Schweiz veröffentlichten Broschüre über Dachau, dass er nicht glaube, dass Hahn Dachau lebendig verlassen habe: Zerfaß nahm in dieser den Standpunkt ein, dass er sich sicher sei, dass Hahn ermordet worden sei und dass die Behauptung von seiner geglückten Flucht unzutreffend sei. Zerfaß war überzeugt, dass die Nationalsozialisten diese Behauptung gezielt lanciert hätten, um eine erfolgten Ermordung Hahns zu kaschieren. Ihm, so Zerfaß, sei in dieser Sache zu Ohren gekommen, dass es ein 1934 entwickelter „Tarnungstrick der Landsknechte“, die das Lager Dachau führen würden, sei, um die „im Bunker erledigte[n] Gefangene[n] legal verschwinden zu lassen“, diese nach ihrer Ermordung zur Fahndung auszuschreiben, um so über deren Tod hinwegzutäuschen und den Eindruck zu erwecken, diese wären irgendwo außerhalb des Lagers im Verborgenen noch am Leben. Folgerichtig sei am 14. April im Deutschen Kriminalpolizeiblatt eine Fahndungsanzeige zu Hahn gebracht worden, in der es hieß, dieser sei aus der Schutzhaft entlassen worden, flüchtig und wahrscheinlich ins Ausland gegangen, um dort Greuelnachrichten zu verbreiten. Zerfaß kommentierte diese Angaben unter Verweis auf den gegen Hahn in der Anzeige ebenfalls erhobenen Vorwurf des Landesverrats mit dem sarkastischen Kommentar: „Als ob sie ihn dann aus der Haft entlassen hätten!“ Auffällig ist zudem, dass das Kriminalpolizeiblatt bereits zwei Tage zuvor, am 12. April 1934, eine fast gleichlautende Fahndungsanzeige zu dem Dachauer Gefangenen Albert Rosenfelder gebracht hatte, der laut Fahndungsmeldung ebenfalls kurz zuvor aus der Haft in Dachau entlassen worden und dann untergetaucht war und der, wie Hahn, seit 1934 verschollen ist, ohne dass spätere Lebenszeichen von ihm ausfindig gemacht werden konnten.
Kurz nach dem „Verschwinden“ Hahns wurde dessen Lebensgefährtin Ernestine Zoref aufgrund des Verdachtes, durch ihn vertrauliche Interna erfahren zu haben, verhaftet und als erste Frau in der Geschichte des Lagers nach Dachau verschleppt. Nachdem sie im Mai kurzzeitig wieder in Freiheit entlassen worden war, wurde Zoref am 30. Juni 1934 erneut von der SS abgeholt und zum zweiten Mal nach Dachau gebracht. Dort wurde sie – wahrscheinlich als lästige Mitwisserin und wohl auf Anweisung Heydrichs – von Angehörigen der Lagerwachmannschaft in der Nacht zum 1. Juli 1934 erschossen.

## Schriften
- Beine und Banditen. Knorr & Hirth, München 1931.
- Ich komme gern! Knorr & Hirth, München 1932.
- Parkplatz Grunewald. Drei Masken Verlag, Berlin 1932.
- Das Zünglein an der Wege. Drei Masken Verlag, Berlin 1932.
- Morgen wieder Sonne. Ein Roman um die Zugspitze. Knorr & Hirth, München, 1933.
- Die Augen des unbekannten Soldaten. Pechstein, München 1933. Wurde nach Kriegsende in der Sowjetischen Besatzungszone auf die Liste der auszusondernden Literatur gesetzt.[9]
- Die Weisse Meute. Wintersport- und Kriminalroman, 1933. (in Zeitungsfortsetzungen veröffentlicht)